# Katwarn

Katwarn-Logo

Mit Katwarn werden Warnungen vom Zivil- und Katastrophenschutz in Gefahrensituationen verbreitet (z. B. bei Großbrand, Bombenfund, Umweltkatastrophe), hauptsächlich über eine Smartphone-App, aber auch über andere Kanäle; Eigenschreibweise ist KATWARN. Seit 2011 ist Katwarn in Deutschland in verschiedenen Regionen sowie auf Bundesebene im Einsatz. Die Anmeldung am System ist kostenlos und freiwillig und versorgt rund 2,5 Millionen Nutzer (Stand 2017). Von 2017 bis 2024 gab es Katwarn auch in Österreich, wurde dort aber im Oktober 2024 durch AT-Alert abgelöst. Die App steht weltweit in den App Stores für iPhone, Android und Huawei Phone zur Verfügung und kann daher auch von Ausländern in Deutschland verwendet werden. Als EUWARN (Katwarn international) soll das System in der EU vermarktet werden.

## Funktionsweise
Katwarn verteilt Warnungen von verschiedenen Einrichtungen nach festgelegten Kriterien auf Smartphones und Tablets. Es bietet die Möglichkeit Warnungen orts- oder themenbezogen zu verbreiten (Multi-Hazard-Ansatz).
Es können sowohl Leitstellen und Sicherheitszentralen als auch externe Informationssysteme, z. B. für Unwetter, Hochwasser, Erdbeben, „Predictive Policing“, über Standards wie den CAP – common alerting protocol angebunden werden. Katwarn stellt auch Redaktions- und Administrationsplattform bereit.
Da es als ergänzendes Warnsystem konzipiert wurde, stellt es aber keinen Ersatz zu den allgemeinen Warnungen durch Polizei, Feuerwehr und in den Medien dar.
Ein Beispiel für eine Warnnachricht kann lauten: „Die Feuerwehr meldet: Großbrand mit Schadstoffwolke – Warnung für den Postleitzahlbereich 12345 – öffentliche Plätze verlassen, Fenster und Türen schließen.“ Je nach Empfangsmedium werden die Informationen mit Grafiken und Symbolen ergänzt. Nach Auflösung der Gefahrensituation erhalten die angemeldeten Nutzer Informationen über die Entwarnung. Bei Ausdehnung/Veränderung des Gefahrenbereichs wird ein erweiterter Nutzerkreis über die Gefahr benachrichtigt.

### Öffentliche Warnungen
Katwarn versendet ausschließlich offizielle Warninformationen der Behörden, Einrichtungen und Leitstellen. Da die Verantwortung für Warnungen in Deutschland je nach Gefahrensituation auf verschiedene Einrichtungen verteilt ist, kann sich die Nutzung von Katwarn regional unterscheiden. Derzeit nutzen die folgenden Einrichtungen Katwarn zum Versenden von Warnungen:
- Landkreise und kreisfreie Städte, z. B. Berlin, Hamburg, Stadt und Landkreis München, Stadt und Region Hannover u. v. m.
- Bundesländer und Stadtstaaten: Berlin, Hamburg, Hessen,[9] Rheinland-Pfalz, Saarland
Hessen nutzt seit November 2019 eine eigene App („hessenWARN“), welche auf Katwarn basiert.[10]
- Bundesweit: Deutscher Wetterdienst (DWD), Kopplung an das Warnsystem des Bundes (MoWaS)[11]

### Warnungen für spezifische Areale
Privatunternehmen wie BASF in Ludwigshafen und Anstalten des öffentlichen Rechts, wie der Hamburger Hafen nutzen Katwarn, um auf ihrem jeweiligen Gelände oder Areal bei Gefahr zu warnen. Diese Warnungen können nicht öffentlich empfangen werden, sondern nur von festgelegten Zielgruppen (z. B. Mitarbeiter oder Gäste). Auch einzelne Taxidienste sind mit Katwarn verbunden, um Taxifahrer und Fahrgäste im Gefahrenfall zu informieren und ggf. die Routen entsprechend anzupassen.

### Orts- und Themenwarnungen
Die Warnungen können vom Endnutzer entweder über den Ortsbezug empfangen werden („Schutzengel“, Warnorte, Standort der Empfangsgeräte öffentlichen Raum, maximal sieben Orte) oder für bestimmte Themen unabhängig vom Standort abonniert werden (z. B. Oktoberfest in München, Rock am Ring, Messe Berlin). Anders als bei ortsbezogenen Warnungen im Falle einer Gefahrensituation, werden bei den themenbezogenen Warnungen sicherheitsrelevante Informationen auch schon im Vorwege verbreitet (z. B. zu großer Besucherandrang, gesperrte Eingänge etc.). Durch den Ortsbezug ist es hingegen möglich, dass lokale Warnungen nur an tatsächlich betroffene Personen und nicht deutschlandweit an alle Nutzer verbreitet werden. Der Vorteil dadurch: Keine unnötige Verunsicherung der „nichtbetroffenen“ Bürger, Reduktion des sog. „Katastrophentourismus“ sowie Vermeidung von unnötiger Nachrichtenflut.

### Technik
Als Entwicklung der Fraunhofer-Gesellschaft unterliegt Katwarn einer steten wissenschaftlichen Weiterentwicklung in Austausch mit Behörden, Sicherheitsorganisationen und Industrie. Dabei werden konsequent die Prinzipien des „Privacy by design“ und „Privacy by default“ verfolgt sowie die Anforderungen der Datenschutzgrundverordnung (DSGVO) eingehalten.
Das Katwarn-System basiert auf einer Microservice Infrastruktur. Diese existiert dezentralisiert auf mehreren Servern und erlaubt somit eine schnelle und zuverlässige Verteilung der Warnungen.

## International

### Roaming bei Auslandsaufenthalt
Die Nutzer können auf Wunsch auch im Ausland Warnungen für den jeweiligen Aufenthaltsort erhalten. Umgekehrt können Warnungen zu einem ausgewählten Ort oder Thema weltweit zugestellt werden. Auf diese Weise können z. B. auf der Urlaubsreise alle Warnungen für den Heimatort empfangen werden.

### Mehrsprachigkeit
Katwarn bzw. EUwarn ist seit Oktober 2017 mehrsprachenfähig, d. h. je nach Systemeinstellung des Smartphones zeigt die App Warnungen in der jeweiligen Sprache oder – falls noch nicht vorhanden – in Englisch an. Die Gestaltung der Warnungen wurde in internationalen Forschungsprojekten untersucht und die Bedarfe verschiedener Nutzergruppen so weit wie möglich adaptiert.

## EUWARN
Katwarn soll unter dem Namen EUWARN – auch Katwarn international – in der EU vermarktet werden. Es ist ein Warn- und Informationssystem gemäß Artikel 110 Richtlinie (EU) 2018/1972 (EECC-Richtlinie).
Katwarn international ist als EUWARN derzeit für die Mitarbeiter der EU-Kommission in Brüssel und Luxemburg im Einsatz.

### Tsunami-Übung
Die Auswertung einer Tsunami-Übung auf der Insel Kos durch die Europäische Kommission zeigt: Katwarn-international ist entscheidend für die schnelle Warnung der Betroffenen. Bei der Übung im Jahr 2019 wurde Katwarn-international als einzige Warn-App neben weiteren Warnkanälen wie Sirenen, Anzeigetafeln und Lautsprechern eingesetzt.
Am 21. November 2019 testete die „Gemeinsame Forschungsstelle der Europäischen Kommission“ (JRC) Technik und Abläufe aus dem EU-Projekt „Tsunami Last Mile“ (Tsunami letzte Meile). Während der Übung wurde EUWARN (bzw. Katwarn-international) dazu genutzt, eine Tsunamiwarnung an die Übungsgruppen zu senden und ihnen Anweisungen zur Evakuierung zu geben. Die Auswertung ergab, dass eine lückenlose Verbreitung der Warnmeldung nur durch den Einsatz von Katwarn möglich war. Da z. B. Sirenen in Klassenräumen nicht zu hören waren, konnte eine Schulklasse nur über die Katwarn-App auf dem Smartphone eines Lehrers erreicht werden.

## Empfangsmedien
Katwarn versucht die sogenannte letzte Meile im Bevölkerungsschutz zu überwinden. Als „offenes System für verschiedene Warnkanäle“ können Warnmeldungen die Menschen auf vielen unterschiedlichen Wegen erreichen (Multi-Channel-Ansatz). Da die App nicht nur auf akustische Warnsignale setzt, ist das Warnsystem grundsätzlich auch für gehörlose Menschen geeignet.

### SMS/E-Mail
Katwarn steht seit dem Jahr 2011 als SMS-/E-Mail-Dienst zur Verfügung und kann per SMS für eine Postleitzahl abonniert werden. Auf diesem Weg ist jedoch nur eine Teilmenge der Warnungen erhältlich.

### App
Seit Oktober 2012 gibt es Katwarn als Smartphone-App für das iPhone, seit Juni 2013 für Android-Smartphones und seit 2014 auch für Windows Phones. Katwarn ist damit die erste offizielle App für behördliche Warnungen. Mit der App ist die Anmeldung punktgenau möglich und die auslösenden Stellen können die Warnungen in einem beliebigen (klein- oder großräumigen) Umfeld verbreiten (freie Gebietsauswahl, Gemeinden, Postleitzahlenbereiche, Risikogebiete). Eine Beschränkung auf Postleitzahlgebiete besteht nicht.

#### Ortsbasierte Warnung
Die sog. „Schutzengel“-Funktion ermöglicht ortsbasierte Warnungen und Verhaltenshinweise zum aktuellen Standort, d. h. Nutzer erhalten Warnungen an ihrem aktuellen Aufenthaltsort oder wenn sie in ein bewarntes Gebiet eintreten. Die Funktion läuft auch bei ausgeschalteter App im Hintergrund, so dass auch dann ortsbezogene Push-Meldungen zum aktuellen Aufenthaltsort gesendet werden (Weckeffekt) und die App nicht erst nach dem Start den Standort aktualisiert. Da die Ortung nicht über GPS, sondern über Basisstationen und WLAN-Zugangspunkte erfolgt, belastet sie den Akku nur wenig. Katwarn erfasst keine persönlichen Daten der Nutzer und erstellt keine Bewegungsprofile durch die Ortung.

#### Favoriten-Orte
Zusätzlich zum Schutzengel gibt es die Möglichkeit, sieben weitere, frei wählbare Orte für Warnungen im Gefahrenfall zu abonnieren. Diese Auswahl kann jederzeit aufgehoben, angepasst und bei Bedarf ausgeschaltet werden.

### Digitale Displays
Seit 2015 werden regional digitale Werbeanzeigetafeln im öffentlichen Raum, sowie die digitalen Fahrpläne an U-Bahn, Straßenbahn- und Bus-Haltestellen an das System angeschlossen.

### Newsportale
Im Rahmen einer Kooperation mit dem Nachrichtenmagazin Focus Online werden die Katwarn-Warnungen automatisch auf den regionalen Seiten des Newsportals angezeigt.

### Bordcomputer von Pkw
Im Rahmen einer Kooperation mit Ford ist eine Anbindung von Katwarn an den Bordcomputer möglich: Warnungen werden damit direkt vom Smartphone über die AppLink-Software von Ford auf das Kommunikations- und Entertainmentsystem Ford SYNC 3 übermittelt.

## Geschichte

### Einführung
Entwickelt wurde Katwarn vom Fraunhofer-Institut für Offene Kommunikationssysteme FOKUS im Auftrag öffentlicher Versicherer. Technisch baut Katwarn auf dem Frühwarnsystem WIND auf, das rund eine Million Nutzer mit Extremwetterwarnungen versorgt. 2009 wurde Katwarn in einem Pilotbetrieb im ostfriesischen Aurich getestet und 2010 in den angrenzenden Städten und Kreisen im Testbetrieb eingeführt. Seit 2011 wird das System deutschlandweit den Kommunen und Landkreisen von öffentlichen Versicherern zur Nutzung zur Verfügung gestellt.

### Weiterentwicklung
Katwarn gilt in Deutschland als Vorreiter im Bereich moderner Alarmierungssysteme für die Bevölkerung. Durch die Einbindung neuer öffentlicher und privater Warnkanäle sowie die Anbindung an neue Technologien trägt Katwarn zu einer Vernetzung der Sicherheit in Deutschland bei. Ein weiterer Schritt wird die Einbindung von freiwilligen Helfern sein, die in Notsituationen zum Beispiel ortsbezogen angesprochen und aktiviert werden. Auf diese Weise können neue Synergien im Rahmen bürgerlichen Engagements gehoben und Ressourcenengpässe in der Gefahrenabwehr reduziert werden.

### Auszeichnungen
Katwarn wurde im Jahr 2013 aus einem Kreis von rund 1000 Bewerbungen als ein „Ausgezeichneter Ort im Land der Ideen“ prämiert. Der Wettbewerb wurde durch die Bundesregierung und den Bundesverband der Deutschen Industrie (BDI) initiiert.

### Katretter
Basierend auf der Katwarn-Technologie und ausgehend von Ergebnissen eines dreijährigen Forschungsprojekts des Bundesministeriums für Bildung und Forschung (BMBF), an dem unter anderem die Berliner Feuerwehr und Fraunhofer-Institut für Offene Kommunikationssysteme beteiligt waren, wurde das Helfersystem Katretter entwickelt. Ziel ist es freiwillige Helfer mit und ohne spezifische (z. B. medizinische) Qualifikation in Notlagen und Krisensituationen zu aktiveren und koordinieren. Damit soll einerseits der Zeitraum bis zum Eintreffen der Rettungskräfte (z. B. bei Personen mit Herz-Kreislauf-Stillstand) reduziert werden und andererseits können z. B. bei Hochwasser Freiwillige aufgerufen werden, beim Befestigen der Dämme usw. zu helfen.

## Kritik
Während des Anschlags in München 2016 war das System für die Dauer von mehreren Stunden infolge von Ausfällen des allgemeinen Mobilfunknetzes „völlig überlastet“. Zusätzlich zu der hohen Auslastung durch eine Viertelmillion Menschen im Raum München gab es viele Nutzer in anderen Teilen der Republik, in denen es gleichzeitig Unwetter gab. Zudem wurde kritisiert, dass der Eindruck verzögerter Nachrichten entstand, weil die Warnungen durch Stadt und Landkreis München erst zwei Stunden später eingestellt wurden.
Kritik wurde an der technischen Infrastruktur und insbesondere an der Konzeption der Lastverteilung geübt.
Es gibt regelmäßige Probealarme, bei denen die „Stabilität“ des Systems unklar bleibt.
Der Fehlschlag des ersten Bundesweiten Warntags 2020 mit dem überlasteten System und den Warn-Apps KATWARN und NINA führte zur Absetzung von Christoph Unger, dem Präsidenten des Bundesamts für Bevölkerungsschutz und Katastrophenhilfe.

## Alternativen
Das Bundesamt für Bevölkerungsschutz und Katastrophenhilfe (BBK) hat 2015 die Warn-App NINA vorgestellt. Seit dem Jahr 2019 sind das KATWARN-System und das MoWaS-System des Bundes gekoppelt, sodass die Warnungen von KATWARN und der NINA-App beidseitig angezeigt werden.
Die Warn-App BIWAPP, kurz für Bürger Info & Warn App, wird von einigen Städten und Landkreisen für regionale und lokale Eilmeldungen eingesetzt. Diese App zeigt außerdem die Katastrophenwarnungen des BBK und die Unwetterwarnungen des Deutschen Wetterdienstes an. Alle Meldungen und Katastrophenwarnungen werden direkt von den offiziell zuständigen Institutionen wie Katastrophenschutzbehörden, Kommunen und kreisfreien Städten sowie deren Leitstellen ortsbezogen versendet.
Seit Februar 2019 werden die offiziellen Warnmeldungen der drei Systeme untereinander geteilt und parallel verbreitet.
Einen anderen Ansatz verfolgt Cell Broadcast. Es ermöglicht das Versenden von Kurznachrichten mit maximal 1395 Zeichen an alle Mobilfunkgeräte, die sich in derselben Funkzelle befinden. Cell Broadcast wurde in Deutschland bis 2023 nicht als Dienst von den Mobilfunkbetreibern angeboten, obwohl praktisch alle Handys und Smartphones Cell Broadcast unterstützen. EU-Alert, welches in zahlreichen anderen Ländern der Europäischen Union bereits verwendet wird, verwendet daher Cell Broadcast. Nach dem Hochwasser in West- und Mitteleuropa 2021 kamen Forderungen auf, den Cell Broadcast-Dienst auch in Deutschland zur Warnung der Bevölkerung in Katastrophenfällen einzusetzen. Die Bundesregierung hat die Einführung von Cell Broadcast im August 2021 beschlossen.